# Autostrada A31 (Franța)

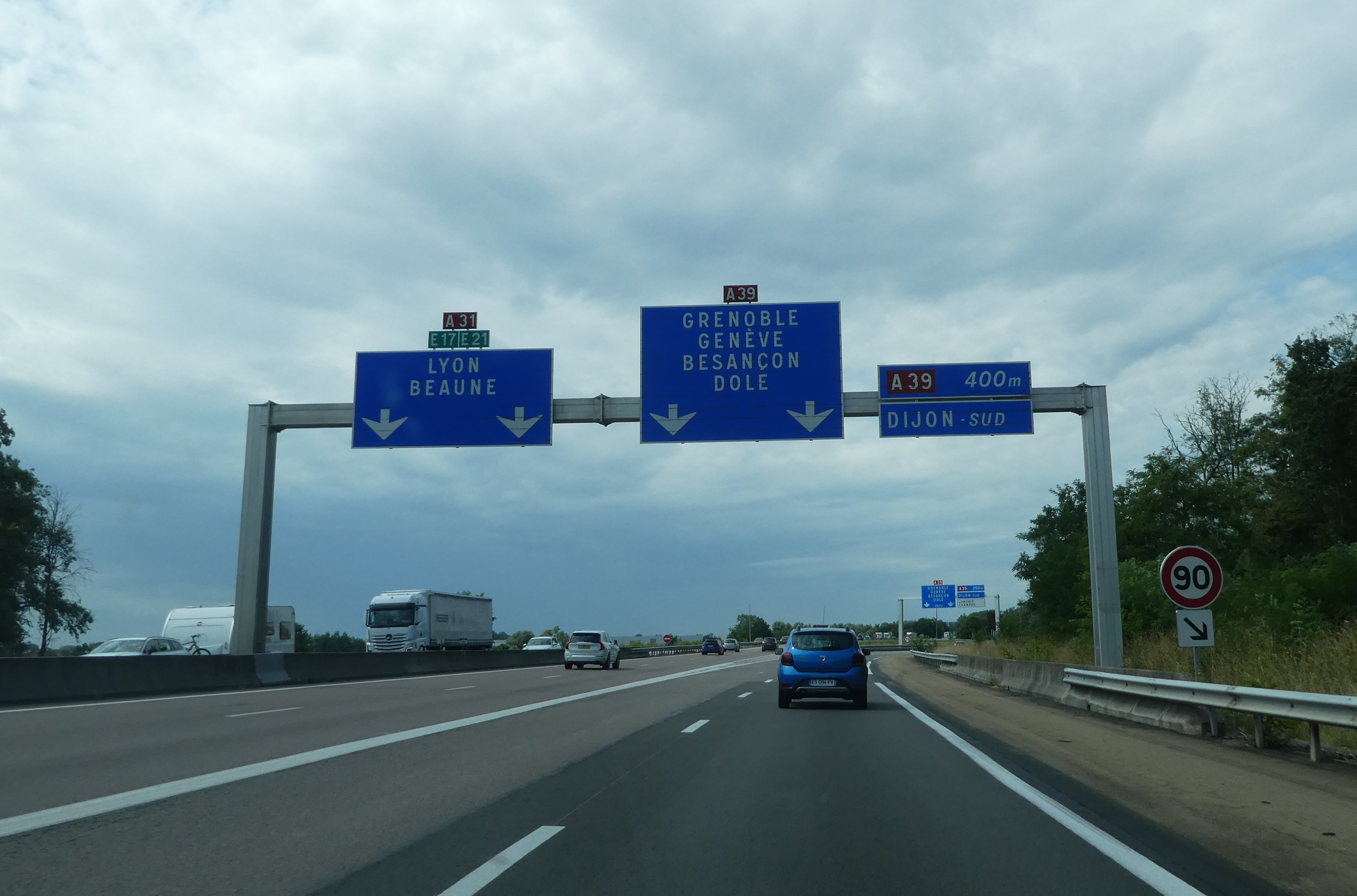
Nodul rutier A31 - A39 venind din nordul A31

Autostrada A31 (cunoscută și sub numele de autostrada Lorraine-Bourgogne) leagă frontiera franco-luxemburgheză, ca prelungire a autostrăzii luxemburgheze A3 (la punctul de frontieră Zoufftgen), de Beaune, unde se întâlnește cu autostrada A6.
Face parte din drumurile europene E17, E21, E23, E25, E54, E60 începând de la Langres. Are o lungime de 349 km.
Este gratuită de la Luxemburg până la Toul (Punctul de taxare de la Gye). Deservește orașele Thionville, Metz, Pont-à-Mousson, Nancy, Toul și Dijon. Traversează primele două, în timp ce ocolește următoarele patru.
Traficul său este unul dintre cele mai intense din Franța (100 000 de vehicule pe zi în dreptul localității Croix d'Hauconcourt), deoarece aici se îmbină deplasările interurbane ale văii Moselle cu tranzitul de camioane și vehicule ușoare provenind sau având ca destinație Luxemburgul, Belgia, Țările de Jos sau Germania spre nord și, respectiv, Burgundia și valea Rhône-ului spre sud.

## Trafic și frecventare
Astfel, A31 îndeplinește mai multe funcții, care nu sunt lipsite de a crea numeroase probleme de trafic: mai întâi, A31 este un coridor european de importanță majoră (sau aproape, vezi A34 și A304) nu doar pentru turiștii și șoferii de camioane olandezi, belgieni și germani care se deplasează în număr mare spre sudul Franței, ci și pentru șoferii de camioane spanioli, portughezi și italieni care se îndreaptă spre nord-estul Franței și nordul Europei.
A31 este într-adevăr o verigă suprasolicitată pe axa Rotterdam-Lyon sau chiar Rotterdam-Milano. De asemenea, între Luxemburg și Toul, la vest de Nancy, acest trafic internațional se adaugă la deplasările interurbane intense: marile orașe din Lorena (Nancy, Metz, Thionville) sunt conectate de această autostradă, care servește drept traseu zilnic pentru zeci de mii de navetiști francezi care se deplasează zilnic în Marele Ducat. Pe această autostradă, în dreptul ieșirii Nancy Centre (sensul Metz-Nancy), se află radarul automat care a înregistrat cele mai multe infracțiuni din Franța în 2010, cu o medie de 20 de flash-uri pe oră.

## Tronsonul Luxemburg-Toul
Porțiunea Toul-Luxemburg este cea mai lungă secțiune gratuită de autostradă din Franța, după A20 (tronsonul Vierzon la Brive-la-Gaillarde), A35, cele două secțiuni ale A75 care încadrează viaductul Millau (tronsonul Clermont-Ferrand la Millau-nord și Millau-sud la Béziers) și A84.
Noi reguli de circulație au fost introduse în iunie 2009, vizând interzicerea depășirii pentru camioane pe parcursul zilei (7 h-20 h) și limitarea vitezei la 110 km/h peste tot și la 90 km/h în traversarea aglomerațiilor.
De la frontiera franco-luxemburgheză până la Thionville-Nord, autostrada traversează exclusiv o zonă rurală, de unde se poate observa, spre est, centrala nucleară de la Cattenom. Thionville este traversat prin zona comercială Linkling. A31 se află deasupra râului Moselle, a drumului D 1 și a căii ferate Luxemburg-Dijon prin viaductul de la Beauregard. Puțin mai la sud, autostrada preia fluxul de trafic provenit din centura de ocolire Yutz. De la acest punct până la Metz, reprezintă unul dintre cele mai vechi tronsoane de autostradă din Franța, fiind dat în folosință în anii 1960.
A31 se intersectează cu autostrada A30 în dreptul localității Richemont (Triunghiul Fensch, cunoscut sub numele de „Patte d'Oie de Richemont”). De aici, este amenajată pe 2 × 3 benzi și traversează o zonă dens populată, situată între râul Moselle și canalul său, precum și între suburbiile orașelor din valea Moselle. Autostrada intersectează A4 la Hauconcourt, preluând traficul venit din vest (Paris, Reims, în special). Deși există o centură de ocolire pe la est, majoritatea șoferilor care traversează Metz preferă să folosească A31, care trece aproape de centrul orașului. Autostrada revine la 2 × 2 benzi după nodul rutier Metz-Nord, pentru o scurtă secțiune de 2 kilometri, înainte de a relua configurația de 2 × 3 benzi pentru a prelua traficul ieșind din Metz și îndreptându-se spre Nancy. Traversează zona de activitate Augny, aproape prin mijlocul acesteia, înainte de a vira spre sud, către Nancy.
Autostrada preia apoi traficul provenit de pe centura de ocolire sud-estică a orașului Metz și, prin extensie, din estul departamentului Moselle și din Landul Saar. Traseul este rural. Se trece pe sub LGV Est înainte de a ajunge la Pont-à-Mousson, parcurgând colinele din Moselle și viile, vizibile în dreptul localității Marieulles, printre altele. Traseul devine mai sinuos în dreptul localității Custines. Autostrada trece deasupra aglomerației nancyene, iar Nancy este ocolită prin Nord-Vest. Traversarea se face pe 2 × 2 sau 2 × 3 benzi. A31 se împarte apoi în două axe de autostradă: A33, care merge spre est și prelungirea N4, asigurând legături cu Épinal-Besançon (N57), Colmar-Saint-Dié-des-Vosges (N59) și Sarrebourg (N4). Și A31, spre Toul și Beaune. În acest punct, autostrada se îndreaptă spre vest, traversând pădurea Haye. Deservește orașul Toul, înainte de a se împărți din nou. Spre vest, prin N4, se ajunge la Bar-le-Duc, Saint-Dizier și Paris. Spre sud, se rămâne pe A31, care devine cu plată la nivelul punctului de taxare de la Gye.

## Tronsonul Toul-Beaune
A31 își pierde atunci rolul de deservire internă a conurbației lorene, păstrând doar rolul interurban. Nu mai deservește niciun oraș important înainte de Dijon, aflat la 200 de kilometri distanță. Traficul scade brusc. Limita de viteză autorizată este din nou fixată la 130 km/h. Cu excepția perioadelor de migrație estivală, secțiunea Toul-Langres este puțin frecventată. De la o autostradă cu trafic foarte dens și cu noduri apropiate, se trece la o secțiune cu trafic redus, având noduri rutiere distanțate (adesea peste douăzeci de kilometri).
După punctul de taxare de la Gye, traseul întâlnește orașe de dimensiuni medii. A31 intră în departamentul Vosges, unde ocolește pe la est una dintre sub-prefecturi, Neufchâteau. Traseul său prin vestul regiunii Vosges este marcat de un peisaj de platouri înalte și păduri întinse. Stațiunile balneare Vittel și Contrexéville sunt bine deservite, fiind la doar câțiva kilometri de autostradă. Apoi traseul pătrunde în dealurile din Bassigny, la o altitudine de aproximativ 350-400 de metri și intră, în continuare în regiunea Grand Est, în Haute-Marne; orașul Langres este ocolit la nord-vest, la peste zece kilometri. A31 colectează traficul venit de pe A5 (trafic din nordul Franței, din Troyes, Paris și Belgia). Pentru a gestiona acest flux, autostrada a fost extinsă la 2 × 3 benzi până la capătul său la Beaune. A31 intră în Burgundia puțin înainte de Selongey. Ocolește Dijon pe la est, dar orașul este deservit pe latura sa estică și sudică prin două căi separate. Apoi intersectează A39, autostrada de legătură care permite accesul către Alpi, Jura și Grenoble fără a trece prin Lyon. A31 deservește Nuits-Saint-Georges și se unește cu A6 venind din Paris și îndreptându-se spre Lyon.

## Traseu
| De la A6 până la RN4 (ieșirea 12); secțiune cu plată în sistem închis concesionată către APRR.          | |            |
| Intersecție                                                                                             | Nod rutier între A6 și A31: Paris, Auxerre, Beaune-Saint-Nicolas.                                                                              | A6 E15 E60 |
| A31 E17 E21 E60                                                                                         | |            |
| Intersecție                                                                                             | Nod rutier între A36 și A31: Strasbourg, Mulhouse, Besançon, Dole (nod rutier parțial).                                                        | A36 E60    |
| A31 E17 E21                                                                                             | |            |
| | Zone de odihnă: Corgoloin (sens Beaune > Luxemburg); Serrigny (sens Luxemburg > Beaune)                                                        |            |
| 1 - Nuits-Saint-Georges                                                                                 | Oraș deservit: Nuits-Saint-Georges. | RD8 RD21   |
| | Zone de odihnă: Boncourt-le-Bois (sens Beaune > Luxemburg); Flagey-Echézeaux (sens Luxemburg > Beaune)                                         |            |
| | Zona de servicii Gevrey-Chambertin (în ambele sensuri).                                                                                        |            |
| Intersecție                                                                                             | Nod rutier între A311 și A31: Dijon (nod rutier parțial).                                                                                      | A311       |
| Intersecție                                                                                             | Nod rutier între A39 și A31: Grenoble, Geneva, Mulhouse, Besançon, Dole, Dijon-sud (nod rutier parțial).                                       | A39        |
| | Zone de odihnă: Pré d'Azur (sens Beaune > Luxemburg); Tille (sens Luxemburg > Beaune)                                                          |            |
| 4 - Dijon - Arc-sur-Tille                                                                               | Orașe deservite: Vesoul, Dijon-centru, Gray, Saint-Apollinaire, Arc-sur-Tille.                                                                 | RD700      |
| | Zone de servicii: Dijon - Spoy (sens Beaune > Luxemburg); Dijon - Brognon (sens Luxemburg > Beaune).                                           |            |
| 5 - Til-Châtel                                                                                          | Orașe deservite: Châtillon-sur-Seine, Selongey, Is-sur-Tille, Til-Châtel.                                                                      | RD974      |
| | Zone de odihnă: Villa des Tuillières (sens Beaune > Luxemburg); Sainte-Gertrude (sens Luxemburg > Beaune)                                      |            |
| | Limitare la 130 km/h (sens Luxemburg > Beaune).                                                                                                |            |
| | Trecerea din departamentul Côte-d'Or în departamentul Haute-Marne. Trecerea din regiunea Bourgogne-Franche-Comté în regiunea Grand Est.        |            |
| | Zone de odihnă: Combe Suzon (sens Beaune > Luxemburg); Fontenelle (sens Luxemburg > Beaune)                                                    |            |
| | Limitare la 130 km/h (sens Beaune > Luxemburg).                                                                                                |            |
| 6 - Langres-Sud                                                                                         | Orașe deservite: Gray, Châtillon-sur-Seine, Langres-sud.                                                                                       | RD428      |
| | Zone de servicii: Langres - Noidant (sens Beaune > Luxemburg); Perrogney (sens Luxemburg > Beaune).                                            |            |
| Intersecție                                                                                             | Nod rutier între A5 și A31: Lille, Paris, Troyes, Chaumont.                                                                                    | A5 E17 E54 |
| A31 E21 E54                                                                                             | |            |
| 7 - Langres-Nord                                                                                        | Orașe deservite: Vesoul, Nogent, Langres-nord.                                                                                                 | RN19 E54   |
| A31 E21                                                                                                 | |            |
| | Viaductul Marne. |            |
| | Zone de odihnă: Val de Gris (sens Beaune > Luxemburg); Côte Robert (sens Luxemburg > Beaune)                                                   |            |
| | Zone de servicii: Val de Meuse (sens Beaune > Luxemburg); Montigny-le-Roi (sens Luxemburg > Beaune).                                           |            |
| 8 - Montigny-le-Roi                                                                                     | Orașe deservite: Chaumont, Bourbonne-les-Bains, Nogent, Val-de-Meuse.                                                                          | RD417      |
| | Trecerea din departamentul Haute-Marne în departamentul Vosges.                                                                                |            |
| | Trecerea din departamentul Vosges în departamentul Haute-Marne.                                                                                |            |
| | Trecerea din departamentul Haute-Marne în departamentul Vosges.                                                                                |            |
| 8.1 - Robécourt                                                                                         | Orașe deservite: Chaumont, Bourbonne-les-Bains, Nogent, Val-de-Meuse.                                                                          | RD1        |
| | Zone de odihnă: Bois de Chaumont (sens Beaune > Luxemburg); Grand Repenti (sens Luxemburg > Beaune)                                            |            |
| | Limitare la 130 km/h (sens Luxemburg > Beaune).                                                                                                |            |
| 9 - Bulgnéville                                                                                         | Orașe deservite: Épinal, Vittel, Contrexéville, Bulgnéville.                                                                                   | RD165      |
| | Zone de servicii: Lorraine - Sandaucourt - les Rappes (sens Beaune > Luxemburg); Lorraine - Sandaucourt - la Trelle (sens Luxemburg > Beaune). |            |
| 10 - Châtenois                                                                                          | Orașe deservite: Épinal, Neufchâteau, Mirecourt, Châtenois.                                                                                    | RD166      |
| | Trecerea din departamentul Vosges în departamentul Meurthe-et-Moselle.                                                                         |            |
| | Trecerea din departamentul Meurthe-et-Moselle în departamentul Vosges.                                                                         |            |
| | Zone de odihnă: Val au Renard (sens Beaune > Luxemburg); Grand Chêne (sens Luxemburg > Beaune)                                                 |            |
| | Trecerea din departamentul Vosges în departamentul Meurthe-et-Moselle.                                                                         |            |
| | Zone de odihnă: Malvaux (sens Beaune > Luxemburg); Faverosse (sens Luxemburg > Beaune)                                                         |            |
| 11 - Colombey-les-Belles                                                                                | Orașe deservite: Neufchâteau, Charmes, Neuves-Maisons, Colombey-les-Belles.                                                                    | RD974      |
| | Punctul de taxare Gye. |            |
| 12 - Gye                                                                                                | Orașe deservite: Paris, Reims, Troyes, Bar-le-Duc, Toul-centru.                                                                                | RN4        |
| De la ieșirea 12 până la granița cu Luxemburg; secțiune gratuită neconcesionată, gestionată de DIR Est. | |            |
| 13 - Toul-Valcourt                                                                                      | Orașe deservite: Dijon, Chaumont, Toul-Valcourt.                                                                                               | RD674      |
| | Viaductul Moselle. |            |
| | Zonă de servicii: Toul (în ambele sensuri) (Zone concesionate către APRR).                                                                     |            |
| | Limitare la 110 km/h (sens Luxemburg > Beaune).                                                                                                |            |
| 14 - Toul-Croix de Metz                                                                                 | Orașe deservite: Verdun, Toul-Croix de Metz, Zone Industriale.                                                                                 | RD611      |
| 15 - Dommartin-lès-Toul                                                                                 | Orașe deservite: Toul-centru, Dommartin-lès-Toul, Spitalul Jeanne d'Arc.                                                                       | RD400      |
| 16 - Gondreville                                                                                        | Orașe deservite: Velaine-en-Haye, Gondreville, Z.A. internațională Gondreville - Fontenoy.                                                     | RD400      |
| | Zonă de odihnă: Forêt de Haye (sens Beaune > Luxemburg).                                                                                       |            |
| 17 | Acces la autostradă doar în direcția Beaune (nod rutier parțial).                                                                              |            |
| 17 - Parc de Haye                                                                                       | Orașe deservite: Velaine-en-Haye, Parc de Haye (nod rutier parțial).                                                                           | RD400      |
| Intersecție                                                                                             | Nod rutier între A33 și A31: Strasbourg, Lunéville, Besançon, Épinal, Nancy-Brabois, Vandœuvre-lès-Nancy.                                      | A5 E17 E54 |
| 18 - Laxou                                                                                              | Orașe deservite: Nancy-centru, Laxou (nod rutier parțial).                                                                                     |            |
| A31 E21 E23                                                                                             | |            |
| 19 - Nancy-Gentilly                                                                                     | Orașe deservite: Nancy-Gentilly, Laxou, Maxéville-Champ Le Boeuf, Maxéville-Saint-Jacuqes (nod rutier parțial).                                |            |
| 20 - Nancy-Centre                                                                                       | Orașe deservite: Nancy-centru (nod rutier parțial).                                                                                            |            |
| | Limitare la 110 km/h (sens Luxemburg > Beaune).                                                                                                |            |
| 21 - Maxéville                                                                                          | Orașe deservite: Nancy-Trois Maisons, Maxéville (nod rutier parțial).                                                                          | M657       |
| | Limitare la 110 km/h (sens Beaune > Luxemburg).                                                                                                |            |
| 22 - Champigneulles                                                                                     | Orașe deservite: Pompey, Frouard, Champigneulles.                                                                                              | RD657      |
| | Podul peste Moselle. |            |
| 23 - Bouxières                                                                                          | Orașe deservite: Malzéville, Bouxières-aux-Dames, Parcul Nancy-Pompey - Logistique.                                                            | RD321      |
| 24 - Custines                                                                                           | Orașe deservite: Custines, Parcul Nancy-Pompey - Activités.                                                                                    | RD40       |
| | Podul peste Moselle. |            |
| 25 - Belleville                                                                                         | Orașe deservite: Pompey, Dieulouard, Belleville.                                                                                               | RD657      |
| | Podul peste Moselle. |            |
| | Zone de servicii: Loisy (sens Beaune > Luxemburg); Obrion (sens Luxemburg > Beaune) (Zone concesionate către Sanef).                           |            |
| | Limitare la 110 km/h (sens Beaune > Luxemburg).                                                                                                |            |
| Intersecție                                                                                             | Nod rutier între A313 și A31: Pont-à-Mousson, Verdun, Lacul Madine (nod rutier parțial).                                                       | A313       |
| 27 - Atton                                                                                              | Orașe deservite: Nomeny, Atton. | RD120      |
| | Limitare la 110 km/h (sens Luxemburg > Beaune).                                                                                                |            |
| | Zone de odihnă: Bois du Juré (sens Beaune > Luxemburg); Lesménils (sens Luxemburg > Beaune)                                                    |            |
| 28 - Pont-à-Mousson-Nord                                                                                | Orașe deservite: Saint-Avold, Pont-à-Mousson, Aeroportul Metz–Nancy–Lorraine, Gara Lorraine TGV.                                               | RD910      |
| | Trecerea din departamentul Meurthe-et-Moselle în departamentul Moselle.                                                                        |            |
| 29 - Féy                                                                                                | Orașe deservite: A4 (Strasbourg, Saarbrücken), Lacul Madine, Pagny-sur-Moselle, Metz-est, Marly.                                               | RN431 A4   |
| 30/30a - Jouy-aux-Arches                                                                                | Orașe deservite: Ars-sur-Moselle, Jouy-aux-Arches, Zona comercială Actisud.                                                                    | RD657      |
| 30b - Marly                                                                                             | Orașe deservite: Marly, Zona comercială Actisud (nod rutier parțial).                                                                          | RD657      |
| 31 - Moulins-lès-Metz                                                                                   | Orașe deservite: Charleville-Mézières, Verdun, Briey, Ars-sur-Moselle, Montigny-lès-Metz, Moulins-lès-Metz.                                    | RD157b     |
| | Limitare la 90 km/h (sens Beaune > Luxemburg).                                                                                                 |            |
| 32 - Metz-Centre                                                                                        | Orașe deservite: Metz-centru, Metz-Technopôle, Metz-gară, Montigny-lès-Metz.                                                                   |            |
| | Podul peste Moselle. |            |
| | Limitare la 90 km/h (sens Beaune > Luxemburg).                                                                                                 |            |
| 33 - Metz-Nord                                                                                          | Orașe deservite: Strasbourg, Saarbrücken, Woippy, Metz-nord, Metz-Pontiffroy, Zone industriale.                                                |            |
| 34 - La Maxe                                                                                            | Orașe deservite: La Maxe, Woippy, Portul Metz.                                                                                                 |            |
| | Zonă de servicii: La Maxe (sens Beaune > Luxemburg).                                                                                           |            |
| | Limitare la 110 km/h (sens Luxemburg > Beaune).                                                                                                |            |
| | Zonă de servicii: Saint-Rémy (sens Luxemburg > Beaune).                                                                                        |            |
| Intersecție                                                                                             | Nod rutier între A4 și A31: Paris, Reims, Verdun, Amnéville, Parcul de distracții Walygator Grand Est, Strasbourg, Saarbrücken, Metz-est.      | A4 E25 E50 |
| A31 E25                                                                                                 | |            |
| 35 - Maizières-lès-Metz                                                                                 | Orașe deservite: Ennery, Amnéville, Hauconcourt, Maizières-lès-Metz.                                                                           |            |
| 36 - Talange                                                                                            | Orașe deservite: Talange, Hagondange. |            |
| 37 - Mondelange                                                                                         | Orașe deservite: Ennery, Amnéville, Richemont, Mondelange.                                                                                     | RD8        |
| | Limitare la 110 km/h (sens Luxemburg > Beaune).                                                                                                |            |
| Intersecție                                                                                             | Nod rutier între A30 și A31: Longwy, Hayange, Florange, Fameck, Uckange.                                                                       | A30 E411   |
| | Podul peste Moselle. |            |
| 37.1 - Bertrange                                                                                        | Orașe deservite: Uckange, Guénange (nod rutier parțial).                                                                                       |            |
| 37.2 - Illange                                                                                          | Orașe deservite: Trier, Saarlouis, Bouzonville, Yutz-est, Zone industriale, Illange.                                                           | RD654      |
| 38 - Yutz                                                                                               | Orașe deservite: Thionville-centru, Yutz-centru, Illange.                                                                                      | RD654      |
| | Limitare la 90 km/h (sens Beaune > Luxemburg).                                                                                                 |            |
| | Podul peste Moselle. |            |
| 39 - Thionville-Beauregard                                                                              | Orașe deservite: Thionville-Beauregard, Uckange, Terville.                                                                                     | RD13       |
| 40 - Thionville-Ouest                                                                                   | Orașe deservite: Thionville-Linkling, Zone comerciale și artizanale, Spitalul Bel-Air, Mondorf-les-Bains, Cattenom.                            |            |
| 41 - Terville                                                                                           | Oraș deservit: Terville. |            |
| 42 - Florange                                                                                           | Orașe deservite: Briey, Hayange, Florange. | RD13       |
| 43 - Thionville-Elange                                                                                  | Orașe deservite: Longwy, Algrange, Nilvange.                                                                                                   | RD14       |
| | Limitare la 110 km/h (sens Luxemburg > Beaune).                                                                                                |            |
| | Zone de odihnă: Entrange (sens Beaune > Luxemburg); Thionville - Porte de France (sens Luxemburg > Beaune)                                     |            |
| 44 - Hettange-Grande                                                                                    | Orașe deservite: Dudelange, Volmerange-les-Mines, Hettange-Grande.                                                                             | RD15       |
| A31 E25                                                                                                 | |            |
| | Granița dintre Franța și Luxemburg |            |
| A3 E25                                                                                                  | |            |

## Ramificații

### A311
Autostrada A311, sau A311, este o scurtă autostradă franceză, ramificație a A31, care leagă aceasta din urmă de Dijon.

### A313
Autostrada A313, sau A313, leagă A31 de Pont-à-Mousson.